# Загрожені мови
Загро́жені мо́ви (англ. endangered languages) — живі мови, чисельність носіїв яких скорочується або може критично скоротитися у близькому майбутньому. Згасання мов зумовлене вимиранням їхніх носіїв або переходом на використовування інших мов. Коли загрожена мова втрачає останнього природного мовця, вона вважається мертвою мовою. Хоч мови зникали протягом всієї історії людства, в нинішній час вони вимирають прискореними темпами через глобалізацію, масову міграцію, імперіалізм, неоколоніалізм і лінгвоцид. У багатомовних країнах перевага віддається мовам основного населення, що призводить до зникнення мов національних меншин.

## Класифікація
Згідно з даними найбільшого в світі каталогу мов Ethnologue, станом на 2022 рік на Землі налічується 7151 мова, що належить до 142 мовних сімей. Водночас, сорока найпоширенішими мовами послуговується близько 2/3 населення Землі. Приблизно половина мов світу налічує 10 тис., а 1/4 — менше 1000. На 96 % всіх мов говорять лише 3 % населення світу. В середньому це становить 30 тис. осіб на мову (якщо виключити 4 % поширених мов). На сьогодні налічується близько 360 мов, кожною з яких говорить менше 50 осіб.
Дж. Фішман визначає вісім ступенів загроженості мови залежно від її використання:
- в освіті, роботі, засобах масової інформації, та на вищих рівнях суспільства, навіть на державному;
- на нижчих рівнях (у місцевих медіа та в урядових установах);
- у місцевій трудовій діяльності, представники вищих і нижчих рівнів суспільства послуговуються нею при контакті;
- у школах, але простежується залежність (більша або менша) від іншої мови;
- в освіті, але в неформальних обставинах;
- у сім'ях як данину традиції;
- старшими поколіннями, що втратили репродуктивну функцію;
- кількома представниками старшої спільноти, які знають або пам'ятають мову[4].

З певними модифікаціями шкалу Дж. Фішмана використовує ЮНЕСКО в «Атласі мов світу, що перебувають під загрозою». За цією класифікацією всі мови світу поділяються на шість категорій, чотири з яких включають мови з різним ступенем загроженості:
- безпечні (англ. safe);
- вразливі (англ. vulnerable);
- виразно загрожені (англ. definitely endangered);
- небезпечно загрожені (англ. severaly endangered);
- критично загрожені (англ. critically endangered);
- вимерлі (англ. extinct)[5].

## Атлас загрожених мов
19 лютого 2009 року побачив світ «Атлас загрожених мов світу» у новій редакції. Попередня редакція 2001 року вже не відображає дійсного стану справ. Так, у старій редакції з 6900 загрожених мов називалися 900, а в 2009 році ця цифра зросла майже втричі. Тепер у статус мертвих мов можуть перейти понад третина живих мов планети. Наприклад, еякська мова стала мертвою зі смертю останнього її носія — Мері Сміт Джонс (Аляска). Ще 199-тьма мовами планети розмовляють менше двох тисяч осіб. Прикладом загроженої мови є ленгілу, яку знають лише 4 мешканці Індонезії.
Збереження всіх, навіть малопоширених мов, дуже важливе як з точки зору збереження культурного розмаїття людства, так і з наукової — багато загрожених мов ще погано описані лінгвістами (іноді навіть майже не описані) і становлять великий інтерес для порівняльно-історичного мовознавства, етнографії, етнології, культурної антропології.
Прикладом такої мови є вимерла, але відроджувана, еякська мова — дослідження її фонетики лінгвістом Майклом Крауссом призвело до відкриття гіпотетичної мовної сім'ї на-дене.
21 червня 2012 року компанія Google Inc. повідомила про проєкт з порятунку загрожених мов (Endangered Languages Project). Сутність проєкту полягає в створенні сайту, на якому централізовано подана інформація про мови, що перебувають на межі зникнення. Всього в базі даних сайту представлено 3461 мову. Географічне розташування носіїв мови можна подивитися на спеціальній інтерактивній мапі. Серед загрожених мов проєкту подані поширені в Україні кримськотатарська, кримчацька та урумська мови.